# Marija Panajotova
Maria Panayotova Kirova (en búlgaro: Мария Панайотова Кирова), más conocida como Maria, es una cantante búlgara de pop-folk nacida el 13 de enero de 1982.

## Biografía
Maria nació en Stara Zagora a principios de 1982. Comenzó con su carrera como cantante en 1999, año en el cual, firma un contrato con Payner Music.
La carrera de Marija como cantante, dio comienzo definitivamente con su participación en el Festival; Pirin Folk del año 2000, recibiendo el premio a la mejor voz. En agosto de este mismo año publicó su primer álbum, que fue titulado con el nombre de "Spomen" (Recuerdo), que fue un éxito en Bulgaria, lo cual le permitió darse a conocer entre el público.
El año siguiente, en el 2001, vuelve a participar en el festival Pirin folk, y es invitada a la gala de inicio de emisiones de Televizia PLANETA, conocido canal de televisión que apuesta muy fuerte por el pop-folk, y fue nominada a los premios de dicha cadena en la categoría de mejor artista revelación. Ese año, aparece en el mercado su segundo álbum; Pârva luna (Primera luna), que superó en ventas al disco anterior gracias a canciones como: Nešto seksi o la canción que da título al álbum. Desde ense entonces, la carrera de Maria ha ido en gran auge.
En el 2003, después de un año de silencio, la cantante se rodea de nuevos colaboradores como Živko Miks y publica los álbumes; "Istinska" (Real) en el 2003  y "María 2004" en el año siguiente. Posteriormente, la cantante publicó otros discos: "Osâdena duša" (Alma judgada) en el 2005 y "Ednistven" (Único), en el 2006.
Desde el 2006, la cantante siguió publicando varios singles exitosos aunque no llegó a publicar ningún disco hasta el año 2012, cuando publicó "Trinadeset" (Trece), su séptimo disco, que fue publicado el 13 de enero de 2012, casualmente el día de su cumpleaños.

## Discografía

### Álbumes de estudio
- 2000: Spomen (Recuerdo)
- 2001: Pârva luna (Primera luna)
- 2003: Istinska (Real)
- 2004: María
- 2005: Osâdena duša (Alma juzgada)
- 2006: Ednistven (Único)
- 2012: Trinadeset (Trece)
- 2015: Tvoite 100 lica (Tus 100 caras)

### Singles
- Spomen
- S men bâdi
- Života si teče
- Prikazka
- Dete sâm
- V zabrava
- Edin za drug
- Šte te nakažem
- Pârva luna
- Dve izmamlivi oči
- Zaklevam te
- Nešto seksi
- Ne znaeš
- Sladâk mig
- Biseri v očite
- Rodeni za ljubov
- Obič nazaem
- Običaj me taka
- Vsičko si ti
- Ne me lâži
- Žena sâm zatova
- Iskaš da me imaš
- Kraj
- Tvojat grad
- Viždam te
- Šte boli
- Izpepelena
- Napravi go
- Za teb
- Želaja te
- Ne sâvsem
- Ne te običam
- Osâdena duša
- Trjabva da te namrazja
- Ednistven
- Točno za men
- Pijana ot ljubov
- Prosto ti
- Telefoni
- Ošte pomnja
- Luda nošt
- Lud v ljubovta
- Vsičko e plateno
- Naj-dobrijat
- Ošte tri
- Mrâsni Pomisli
- Toj ne spira da e moj
- Zavârti se i vârvi si
- Game over
- Ti pozna li me
- Daj žega
- Davaj ti si
- Tvoite 100 lica
- Chuj me
- Tiho
- Sto njuansa rozovo
- Lošo Praviš
- Kaza li go
- Men Izbra
- Ljubimi râce
- Ti pak si tuk
- Čisto ili s led
- Da sâm s teb
- Molja te ne mi zvâni